# Yahya Rahim Safavi
Pour les articles homonymes, voir Yahya.
Yahya Rahim Safavi (en persan : یحیى رحیم صفوی ), né le 2 janvier 1958 près d'Ispahan, est un général major du Corps des gardiens de la révolution islamique en Iran (Pasdaran). Il en est d'ailleurs le  commandant de 1997 à 2007.
En septembre 2007, il quitte ce poste pour devenir officiellement conseiller militaire personnel du Guide suprême de la Révolution, l'ayatollah Ali Khamenei. Il fait partie du courant le plus conservateur du régime.

## Source
- (fr) RFI d'après AFP Iran: le chef des Gardiens de la révolution quitte son poste (TV) (accédé le 05/09/2007)